# Novopoleana, Znameanka
Novopoleana (în ucraineană Новополяна) este un sat în comuna Kazarnea din raionul Znameanka, regiunea Kirovohrad, Ucraina.

## Demografie
Componența lingvistică a localității Novopoleana
     Ucraineană (83,58%)
     Rusă (16,42%)
Conform recensământului din 2001, majoritatea populației localității Novopoleana era vorbitoare de ucraineană (83,58%), existând în minoritate și vorbitori de rusă (16,42%).